# Gruppepolarisering
Gruppepolarisering handler om, hvordan synspunkter bliver forenklet og radikaliseret, når de bliver dyrket indenfor snævre grupper med lav grad af tilskyndelse til at give eller opsøge modspil udefra. Begrebet er bl.a. dukket op i forbindelse med diskussionen af nyhedsforbrug via diverse services på World Wide Web. Det er til diskussion hvorvidt et nyhedsforbrug, der er stærkt styret af den enkelte vil føre til om man får sig en bredere eller en mere snæver horisont.